# 弗氏鈍頭鰩
弗氏鈍頭鰩（學名：Amblyraja frerichsi），為軟骨魚綱鰩目鰩科鈍頭鰩屬的一種，被IUCN列為易危保育類動物，分布於東南太平洋智利及西南大西洋阿根廷、烏拉圭海域，深度600至2610公尺，本魚體盤前緣在頭後凹進，在眼水平處凸出，在氣門水平處凹進，亞成年雄魚和雌魚嘴略拱起，成年雄魚嘴彎曲，齒基部呈平橢圓形，單一尖銳角，排列成梅花形，尾部強壯，寬闊，下垂，從寬闊的尾基部到第一背鰭逐漸變細，背鰭銳尖，基部長，成年和亞成年雄魚的背盤除遠緣、腹鰭、尾鰭、背鰭和尾鰭為黑褐色外，其餘為深褐色，腹面均勻為深棕色，雌魚背部為灰棕色，體盤邊緣，肩胛骨與腹鰭顏色較暗，尾鰭、背鰭和尾鰭呈黑褐色，體長可達91公分，棲息在大陸坡及深海平原海域，為深海底棲性魚類，屬肉食性，主要吃底棲無脊椎動物，卵生，卵囊為長方形並有堅硬角狀突起，幼魚可能傾向於跟隨較大的個體，生活習性不明。